# Francisque Joseph Duret

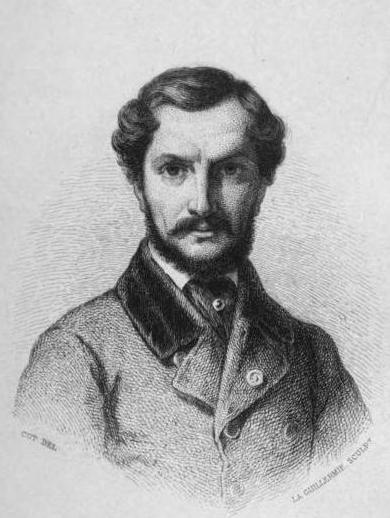
Francisque Joseph Duret, gestochen von Frédéric Auguste La Guillermie nach einem Gemälde von Pierre Auguste Cot

Francisque Joseph Duret (* 19. Oktober 1804 in Paris; † 25. Mai 1865 ebenda) war ein französischer Bildhauer. 
Duret war ein Schüler seines Vaters, des Bildhauers François-Joseph Duret, und Bosios. Nach einem kurzen Schauspielstudium am Pariser Konservatorium erhielt er im Jahr 1823 gemeinsam mit Auguste Dumont den Prix de Rome. Dies ermöglichte ihm einen vierjährigen Aufenthalt in Italien, im Laufe dessen er sich mehrmals nach Neapel begab, um antike Werke zu kopieren. 1831 errang er eine goldene Medaille mit einem noch etwas an Canova erinnernden Merkur, der die Lyra erfindet. 1833 schuf er den neapolitanischen Fischer, die Tarantella tanzend (im Louvre in Paris), den Chactas am Grab Atalas und 1836 den Improvisator, ein Liebesliedchen singend. 
Für das Museum zu Versailles schuf er Statuen von Molière, Dunois und Richelieu, für die Kirche Ste.-Madeleine einen Christus und St. Gabriel; den Saal der sept cheminées im Louvre schmückte er mit den Viktorien, und für das Foyer des Théâtre français schuf er die Statuen der Tragödie und Komödie und der Schauspielerin Rachel. 1860 vollendete er den monumentalen Brunnen Fontaine Saint-Michel mit dem heiligen Michael als Drachentöter auf dem Platz St.-Michel in Paris. 
Als Professor an der École des beaux-arts hat er mehr durch seine Lehrtätigkeit als durch seine Arbeiten gewirkt. 1858 wurde er zum assoziierten Mitglied der Académie royale des Sciences, des Lettres et des Beaux-Arts de Belgique gewählt. Er starb 1865.

## Werk
Francisque Durets Werk zeichnet sich durch die Verbindung von klassizistischen Idealen und realistischer Darstellung aus. Seine Skulpturen zeigen oft dynamische Bewegungen und eine detaillierte Anatomie, die von seinen Theaterstudien beeinflusst sind. Er war bekannt für seine Fähigkeit, Emotionen und Charaktere lebendig darzustellen.
Zu seinen bekanntesten Werken zählen
- Pêcheur napolitain dansant la tarentelle (1833), eine Darstellung eines tanzenden neapolitanischen Fischers.
- Chactas méditant sur la tombe d'Atala (1836), inspiriert von Chateaubriands Roman.
- Mercure inventant la lyre (1831), eine Darstellung des Gottes Merkur beim Erfinden der Leier.

Francisque Duret schuf auch zahlreiche öffentliche Werke in Paris, darunter:
- Statue des Erzengels Michael für den Brunnen Saint-Michel.
- La Justice (1851) für die Fassade der Pariser Börse.
- Reliefs und Statuen für den Palais du Luxembourg, die Kirche La Madeleine und die Kirche Saint-Louis des Invalides.

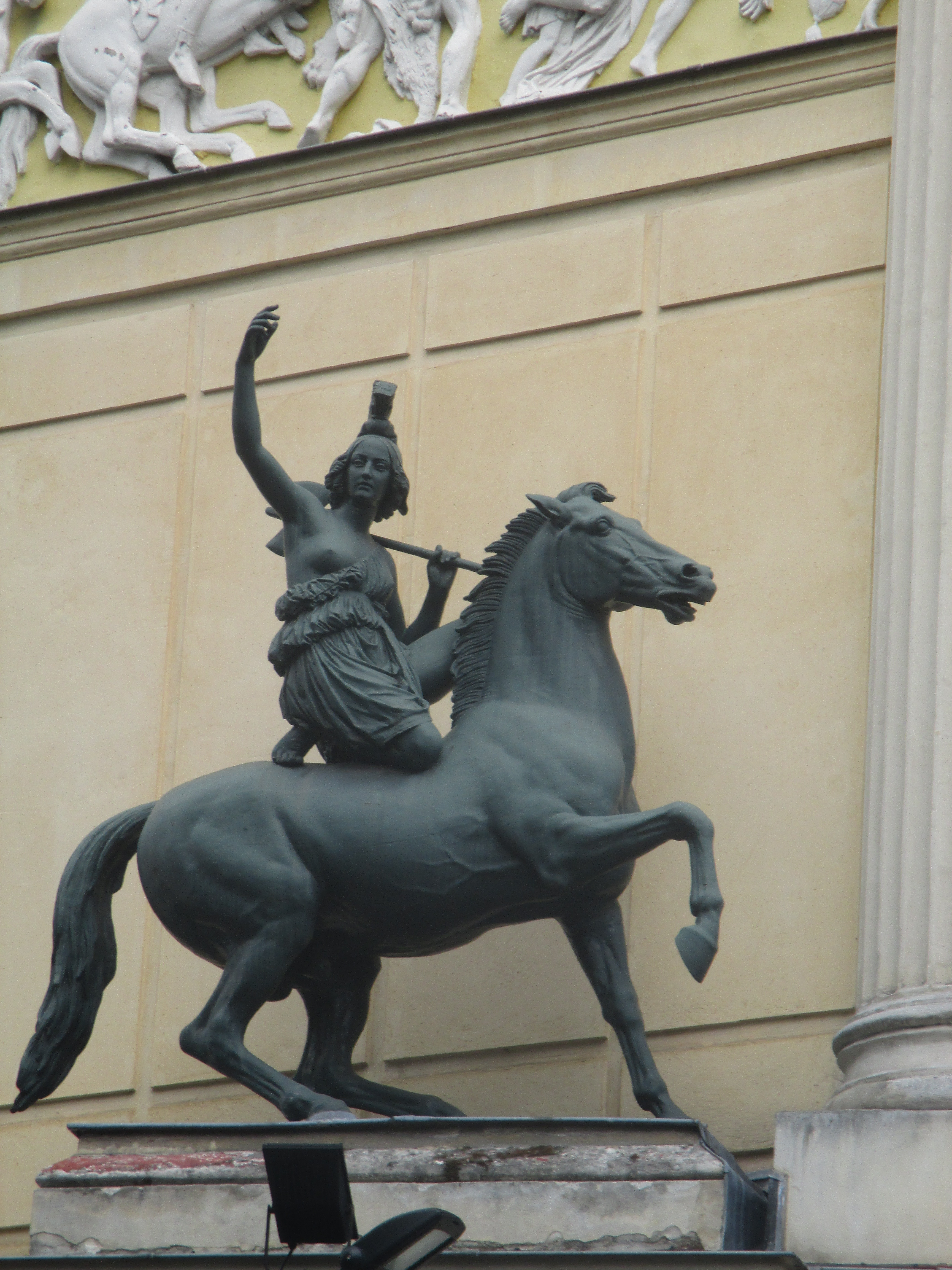
Cirque d’hiver (Paris): Reiterstandbild
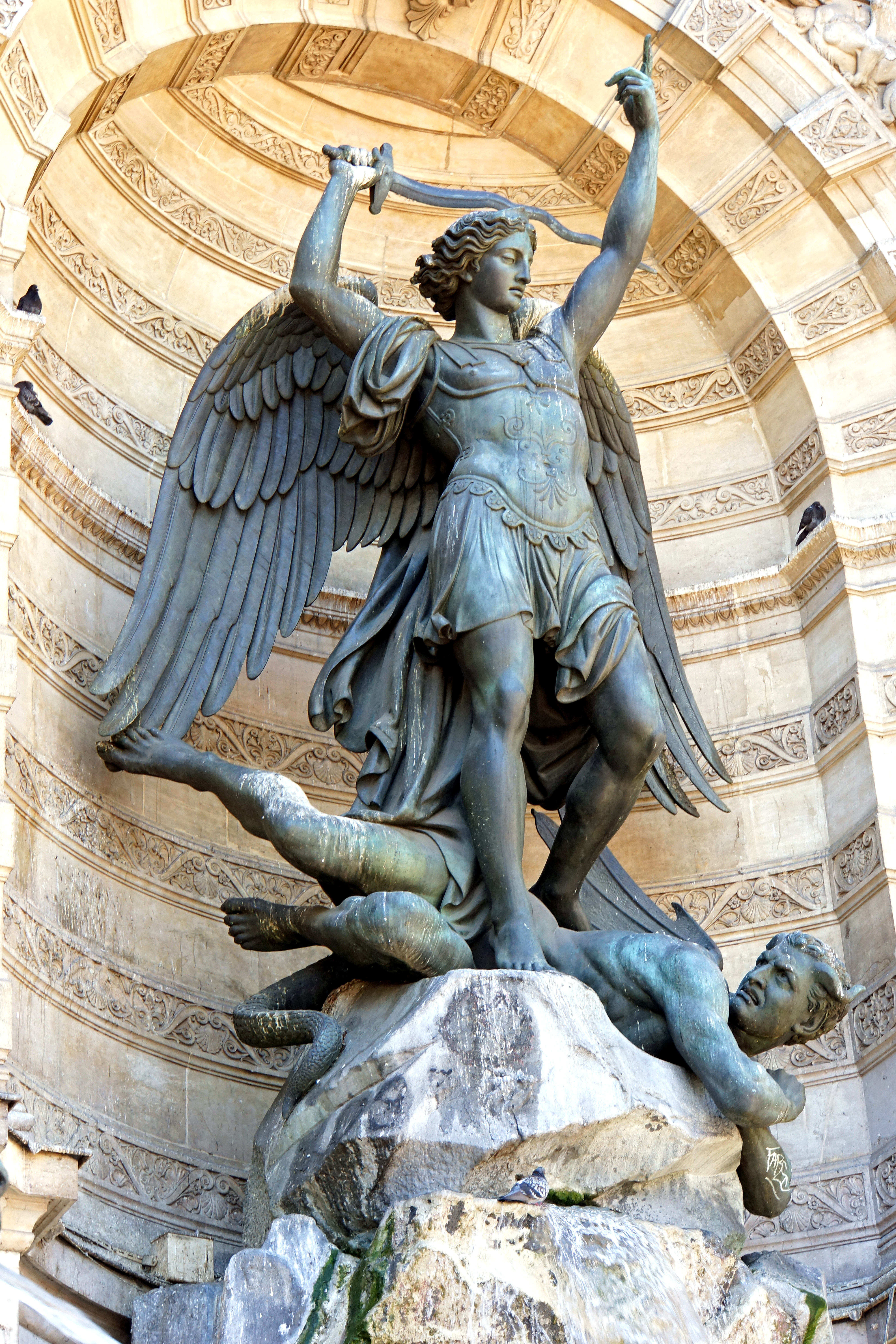
Fontaine Saint-Michel (Paris) Erzengel hl. Michael
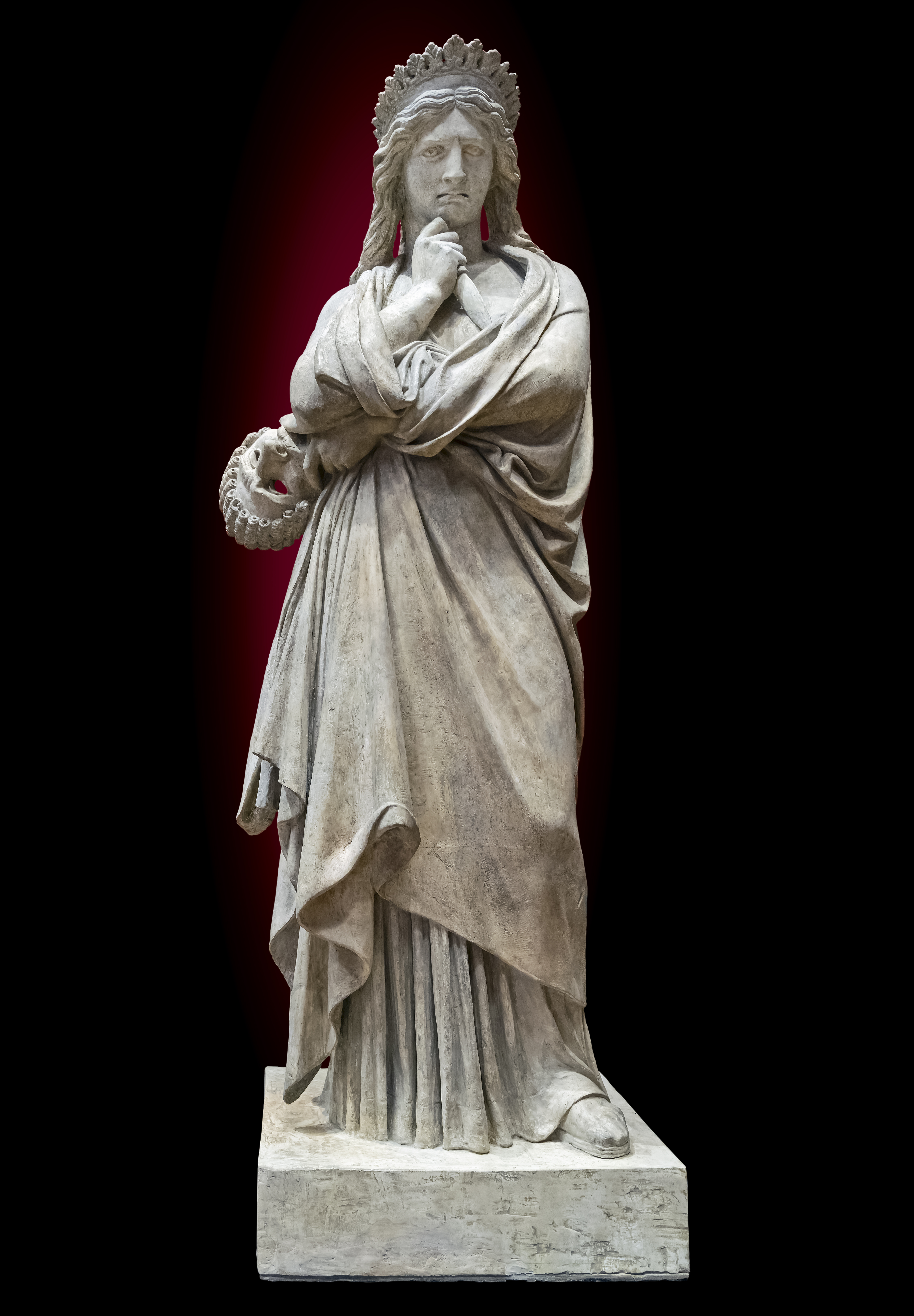
Die Tragödie (Musée des Augustins, Toulouse)